# Прапор Перевальського району
Пра́пор Перева́льського райо́ну — один із символів Перевальського району Луганської області.

## Опис
Прапор являє собою прямокутне полотнище зі співвідношенням ширини до довжини — 2:3 синього кольору. У верхньому лівому куті прапора розміщено зображення гербу району.